# زانکت برنهارد (تورینگن)
زانکت برنهارد (تورینگن) (به آلمانی: St. Bernhard) یک شهر در آلمان است که در هیلدبورگهاوزن واقع شده‌است. زانکت برنهارد ۲۸۴ نفر جمعیت دارد.